# Longiperna
Longiperna is een geslacht van hooiwagens uit de familie Gonyleptidae.
De wetenschappelijke naam Longiperna is voor het eerst geldig gepubliceerd door Roewer in 1929. 

## Soorten
Longiperna omvat de volgende 9 soorten:
- Longiperna areolata
- Longiperna cancellata
- Longiperna concolor
- Longiperna coxalis
- Longiperna curitibana
- Longiperna heliaca
- Longiperna insperata
- Longiperna paranensis
- Longiperna zonata